# 박충권
박충권(朴沖綣, 1986년 1월 14일~)는 탈북 출신 대한민국의 정치인이다. 제22대 국회의원이다.

## 생애
1986년 1월 14일, 함경남도 함흥시에서 태어나 대륙간탄도미사일(ICBM) 등의 무기를 국산화할 목적으로 설립된 김정은국방종합대학에서 화학공학을 전공하였다.
그에 따르면 그가 대학교 3학년 때 학생 간부를 하며 북한 체제가 돌아가는 원리를 가까이서 느낄 수 있었는데 매관매직 등 중앙당이 위에서부터 다 부패하였으며 시스템적으로 잘못되었다는 것을 깨닫고 탈북을 결심했다고 한다.
이후 2009년에 목숨을 걸고 두만강을 건너 한국에 정착하여 서울대 대학원에서 재료공학을 공부하고 현대제철에 입사해 6년간 자동차 부품소재 개발을 담당했다. 그러던 중  2023년 말 국민의힘에서 영입 제안을 받아 정치를 하게 되었다고 한다.

## 논란
2025년 4월 2일 국회 본회의에서 더불어민주당 강유정 의원이 마은혁 헌법재판관 후보자 임명 촉구 결의안에 대해 찬성 의견으로 토론을 벌이던 도중 의원석에서 그가 "공산주의자!"라고 고함 질렀고, 야당이 항의하고 사과를 요구하면서 고성이 오갔다.
이학영 부의장은 "(박충권 의원이) 억울할 수도 있을 테니 신상 발언을 통해 어떤 의도로 그 발언을 했는지 말씀하라"고 요청했지만, 그는 이를 거부하고 국민의힘 의원들과 함께 본회의장을 빠져나갔다. 이후 기자들과의 인터뷰에서 그는 "마은혁 후보자는 인민노련(인천지역민주노동자연맹) 출신으로 교육·선전 담당 핵심 멤버이며 대한민국 자유민주주의 체제 전복에 투신했던 사람"이라고 주장했다. 또한, "(그런데) 과거 활동에 대해 반성이라든가, 전향에 대한 입장이 전혀 없었다"고 지적했다.
한편, 해당 결의안은 재석 186인 중 찬성 184인, 반대 2인으로 가결되었다. 국민의힘에서는 박형수, 최은석 의원만이 본회의장에 남아 반대표를 던졌고, 나머지 의원들은 표결에 참여하지 않았다.

## 학력
- 김정은 국방종합대학 화학재료공학 학사
- 서울대학교 대학원 재료공학 박사

## 경력
- 2017. 9.~2018. 10. 서울대학교 신소재공동연구소 박사후 연구원
- 2018. 10.~2024. 4. 현대제철 연구개발본부 책임연구원[5]
- 2024. 1.~2024. 3. 국민의힘 공약개발본부 희망플러스단 자문위원
- 2024. 2.~2024. 4. 국민의미래 입당
- 2024. 3.~2024. 4. 국민의미래 비례대표 국회의원 후보
- 2024. 3.~2024. 4. 국민의미래 4·10 총선 중앙선거대책위원회 대변인
- 2024. 4. 10. 대한민국 제22대 국회의원 선거 당선(비례대표, 국민의미래, 초선)[6]
- 2024. 5.~ 제22대 국회의원(비례대표, 국민의힘, 초선)[5]
  - 2024. 6.~ 제22대 국회 전반기 과학기술정보방송통신위원회 위원[5]
    - 제22대 국회 전반기 과학기술정보방송통신위원회 과학기술원자력법안심사소위원회 위원
    - 제22대 국회 전반기 과학기술정보방송통신위원회 정보통신방송법안심사소위원회 위원
    - 제22대 국회 전반기 과학기술정보방송통신위원회 예산결산심사소위원회 위원

  - 2040 순풍(順風) 포럼 구성의원
  - 2025. 7.~ 제22대 국회 전반기 국회운영위원회 위원
    - 제22대 국회 전반기 국회운영위원회 국회운영개선소위원회 위원
- 2024. 6.~2024. 7. 국민의힘 정책위원회 산하 시급한 민생 현안 해결을 위한 AI·반도체특별위원회 위원
- 2024. 8.~2025. 6. 국민의힘 정책위원회 산하 원전산업지원특별위원회 위원
- 2024. 9.~2025. 6. 국민의힘 딥페이크 성범죄 대응을 위한 특별위원회 위원
- 2024. 12.~2025. 6.: 국민의힘 원내부대표[5]
- 2025. 4.~: 국민의힘 SKT 소비자 권익 및 개인정보보호 태스크포스 위원
- 2025. 5.~2025. 6.: 제21대 대통령 선거 국민의힘 김문수 대통령 후보 직속 비서실 부실장
- 2025. 5.~2025. 6.: 국민의힘 이재명 경기지사 거북섬 비리 특별위원회 위원
- 2025. 6.~: 국민의힘 원내부대표
- 2025. 7.~2025. 8. 국민의힘 당대표 및 최고위원 선출을 위한 중앙당 선거관리위원회 위원

## 역대 선거 결과
| 실시년도 | 선거   | 대수 | 직책     | 선거구   | 정당       | 득표수       | 득표율          | 순위         | 당락 | 비고 |
| -------- | ------ | ---- | -------- | -------- | ---------- | ------------ | --------------- | ------------ | ---- | ---- |
| 2024년   | 총선   | 22대 | 국회의원 | 비례대표 | 국민의미래 | 10,395,264표 | \| \| 36.67% \| | 비례대표 2번 |      | 초선 |
|          | 36.67% |      |          |          |            |              |                 |              |      |      |

## 소속 정당
| 소속 정당 | 소속 정당  | 소속 기간 | 비고      |
| --------- | ---------- | --------- | --------- |
|           | 국민의힘   | 2024      | 정계 입문 |
|           | 무소속     | 2024      | 탈당      |
|           | 국민의미래 | 2024      | 입당      |
|           | 국민의힘   | 2024~현재 | 합당      |

## 같이 보기
- 대한민국 제22대 국회의원 선거 국민의미래 후보 목록#비례대표